# اورتوفرمیک اسید
اورتو فرمیک اسید (به انگلیسی: Orthoformic acid) یک ترکیب شیمیایی با شناسه پاب‌کم ۵۲۳۱۶۶۶ است. 